# ブチルアルデヒド
ブチルアルデヒド (butyraldehyde) は、有機化合物でアルデヒドの一種。構造的にブタンの誘導体にあたる。メチルエチルケトンの構造異性体である。IUPAC名は ブタナール (butanal)。ノルマルブチルアルデヒドとも言う。可燃性の無色の液体で、甘酸っぱい焦げたような刺激臭を持つ。ほとんどの有機化合物と任意の割合で混ざり合う。引火点は −7 ℃、自己発火点は 230 ℃ である。
1-ブタノールの脱水素化、クロトンアルデヒドの水素化、プロピレンのヒドロホルミル化などの方法で合成される。
空気と混ざると、酸化されて酪酸を生成する。
ブチルアルデヒドを水素化するとブタノール（1-ブタノール）が、アルドール反応後水素化すると2-エチルヘキサノールが得られる。
日本の悪臭防止法では、特定悪臭物質に指定されている。消防法に定める第4類危険物 第1石油類に該当する。